# Anna Agnér
Anna Naemi (Na) Gabriella Agnér, född 3 oktober 1896 i Hulterstads församling, Öland, död 21 november 1977 i Danderyds församling, Stockholms län, var en svensk bildkonstnär.

## Biografi
Anna Naemi Gabriella Agnér föddes 1896 som dotter till organisten och folkskolläraren Bror Johansson och hans hustru Sigrid. Paret hade ytterligare en dotter och tre söner. Den äldste sonen dog i unga år och hans namn, Bror Gabriel Hildebrand, gick vidare till den yngste sonen. Familjen bodde i Hulterstad på Öland och sönerna tog så småningom efternamnet Brorsson.
Familjen flyttade till skolhuset i Mörrum och förmodligen undervisade fadern själv sina barn. Anna Agnér bedrev sedan konststudier för skulptören Gottfrid Larsson och målaren, tecknaren och grafikern Otte Sköld i Stockholm. Hon deltog också en tid i undervisningen på Skånska målarskolan.
Anna Agnér gjorde studieresor till Paris där hon 1929 gick på Académie Scandinave Maison Watteau, som drevs av svenska, norska och danska konstnärer. Hon reste också till Sydeuropa och Nordafrika. Hon målade blomsterstilleben och utförde porträtt och landskap. Från resorna i Grekland och Palestina gjorde hon tuschteckningar.
Anna Agnér medverkade vid samlingsutställningar i Rättvik, Kristianstad och på Liljevalchs höstsalong. År 1938 firades 300-årsminnet av den svenska kolonin i Delaware med bland annat en konstutställning där Agnér deltog. Hon är representerad på museum i Ulricehamn.
Anna Agnér gifte sig första gången 1918 med köpmannen Bror Hilbert Thorell och tillsammans fick de sonen Ulf, född 1929. Äktenskapet upplöstes och så småningom träffade hon sin andra make, Gunnar Agnér. De vigdes 1931 och bosatte sig i Stocksund i Danderyd.
Anna Agnér avled 1977 i en ålder av 81 år. Hon ligger begravd på Djursholms begravningsplats.

### Webbkällor
- Ulla Åshede, Anna Naemi Gabriella Agnér, Svenskt kvinnobiografiskt lexikon, läst 2023-11-23.